# Hylaeus spilotus
Hylaeus spilotus är en biart som beskrevs av Förster 1871. Hylaeus spilotus ingår i släktet citronbin, och familjen korttungebin. Inga underarter finns listade i Catalogue of Life.